# Handebol Taubaté
Handebol Taubaté ist ein Handballverein aus Taubaté im brasilianischen Bundesstaat São Paulo. Die Männer des Vereins spielen in der ersten brasilianischen Liga, der Liga Nacional de Handebol.
Der Verein wurde im Jahr 2003 gegründet.
Die Männer des Vereins gewannen die brasilianische Meisterschaft in den Jahren 2013, 2014, 2016, 2019, 2020 und 2021. Die Staatsmeisterschaft São Paulos gewann der Verein in den Jahren 2015, 2018, 2019, 2020 und 2021. International gewann der Verein in den Jahren 2013, 2014, 2015, 2016 und 2018 die Pan American Club Championship sowie in den Jahren 2019, 2022, 2024 und 2025 deren Nachfolger, die Süd- und zentralamerikanische Handball-Vereinsmeisterschaft der Männer. Durch den Gewinn der kontinentalen Vereinsmeisterschaft war Handebol Taubaté auch beim IHF Super Globe 2013, 2014, 2015, 2016, 2018, 2019 und 2022 vertreten.
Einer der bekanntesten Spieler ist der langjährige Nationaltorwart Maik Santos.